# Kourono
Kourono est une commune rurale située dans le département de Samba de la province du Passoré dans la région Nord au Burkina Faso.

## Santé et éducation
Le centre de soins le plus proche de Kourono est le centre de santé et de promotion sociale (CSPS) de Samba tandis que le centre médical avec antenne chirurgicale (CMA) de la province se trouve à Yako.